# The Works (àlbum)
The Works —en català: Les obres— és el onzé àlbum de la banda britànica Queen. El disc va ser gravat en els estudis Record Plant i Musicland entre agost de 1983 i gener de 1984 i va sortir a la venda el 27 de febrer de 1984 en el Regne Unit i l'endemà als Estats Units. Aquesta obra va marcar un retorn parcial del grup a les seves arrels dins de la música rock, encara que aquest acostament va ser molt més lleuger. També és l'àlbum de Queen on hi ha un major ús de música electrònica.
The Works va ser l'àlbum de Queen amb major permanència en el rànquing musical del Regne Unit (93 setmanes), arribant al posat nombre 2. Als Estats Units no va provocar major impacte encara que alguna cosa diferent succeiria a Llatinoamèrica on va ser un gran èxit amb cançons com a Ràdio Ga Ga, It's a Hard Life i I Want to Break Free.
L'àlbum va ser produït per Queen i Reinhold Mack i promocionat per la gira The Works Tour entre 1984 i 1985.

## Història

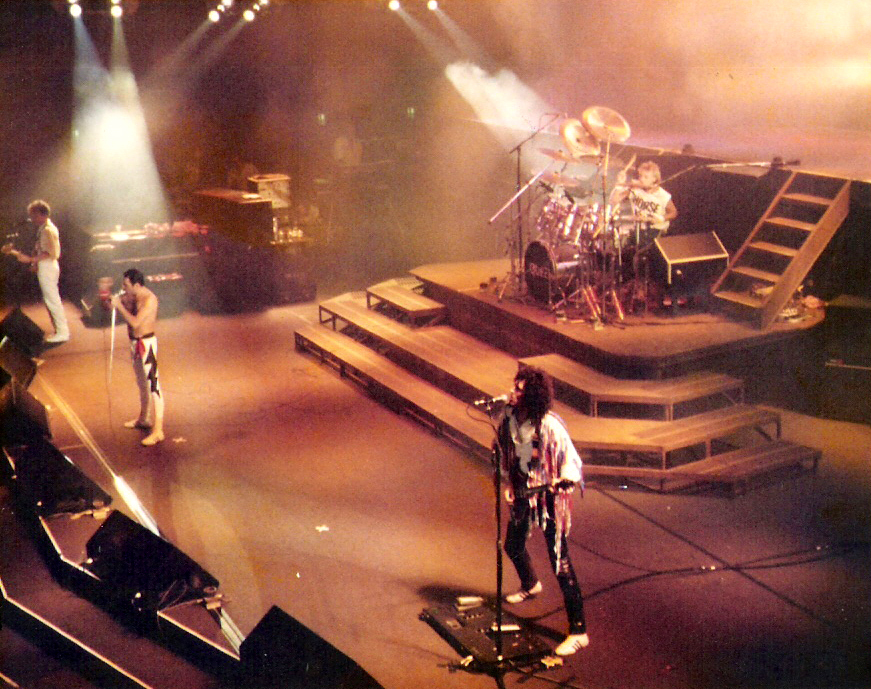
Concert de Queen al 1984 durant la gira The Works Tour.

Després del llançament de Hot Space l'any 1982 i la gira pertinent, els quatre integrants de Queen van decidir prendre's un descans d'un any, dedicant-se als seus projectes en solitari. Malgrat que inicialment va existir la possibilitat d'una gira per Sud-amèrica durant la primavera, especialment després de l'èxit de la banda dos anys enrere, els plans es van veure frustrats per problemes relacionats amb l'equip i la promoció de la gira. Brian May treballava al costat d'Eddie Van Halin en Star Fleet Project, mentre que Freddie Mercury començava a treballar en el seu primer àlbum en solitari. No obstant això, l'agost de 1983, la banda havia tornat a ajuntar-se i treballava en el seu onzè àlbum d'estudi. Aquest nou àlbum de Queen seria el primer per EMI (i Capitol Records, el seu afiliat als Estats Units) després que la banda anul·lés el seu contracte amb Elektra Records per als Estats Units, Canadà, Austràlia i Japó.
L'enregistrament va començar als estudis Record Plant a Los Angeles (era la primera vegada que Queen gravava als Estats Units) i Musicland a Múnic. En aquesta mateixa època, Jim Beach, el seu representant, els va oferir l'oportunitat de compondre la banda de so per a la pel·lícula The Hotel New Hampshire. El grup va acceptar, però de seguida va descobrir que passava la major part del seu temps dedicada a la banda de so i no en la preparació del seu àlbum, per la qual cosa es va baixar del projecte. Solament una cançó escrita per a la pel·lícula (Keep Passing the Open Windows) va ser inclosa a The Works.
Aquest àlbum ofereix certs paral·lelismes amb The Game (1980), ja que el tema It's a Hard Life posseeix un cor similar a una secció de la cançó Play The Game, i Man on the Prowl és similar a Crazy Little Thing Called Love.
El novembre de 1983, Radio Ga Ga va ser seleccionada com a primer senzill de l'àlbum, la qual va esdevenir el senzill que més temps va estar en el Billboard, durant 88 setmanes, de 1984 a 1986.

## Llista de cançons
| Núm. | Títol                              | Composició   | Durada |
| ---- | ---------------------------------- | ------------ | ------ |
| 1.   | «Radio Ga Ga»                      | Taylor       | 5:50   |
| 2.   | «Tear It Up»                       | May          | 3:24   |
| 3.   | «It's a Hard Life»                 | Mercury      | 4:10   |
| 4.   | «Man On The Prowl»                 | Mercury      | 3:26   |
| 5.   | «Machines (Or 'Back to Humans')»   | May, Taylor  | 5:11   |
| 6.   | «I Want to Break Free»             | John Deacon  | 3:20   |
| 7.   | «Keep Passing the Open Windows»    | Mercury      | 5:22   |
| 8.   | «Hammer to Fall»                   | May          | 4:25   |
| 9.   | «Is This the world we created...?» | Mercury, May | 2:11   |

| Núm. | Títol                                                    | Composició   | Durada |
| ---- | -------------------------------------------------------- | ------------ | ------ |
| 1.   | «Radio Ga Ga (Radio Edit)»                               | Taylor       | 5:44   |
| 2.   | «Radio Ga Ga (Extended Version)»                         | Taylor       | 6:46   |
| 3.   | «Radio Ga Ga (Extended Instrumental Version)»            | Taylor       | 5:56   |
| 4.   | «I Go Crazy»                                             | Brian May    | 3:41   |
| 5.   | «Tear It Up (Live At Wembley'86)»                        | May          | 2:12   |
| 6.   | «It's A Hard Life (Extended Version)»                    | Mercury      | 5:02   |
| 7.   | «Man On The Prowl (Extended Version)»                    | Mercury      | 5:50   |
| 8.   | «Machines (Instrumental)»                                | May, Taylor  | 5:08   |
| 9.   | «I Want To Break Free (Single)»                          | Deacon       | 3:56   |
| 10.  | «I Want To Break Free (Extended Version)»                | Deacon       | 7:12   |
| 11.  | «Keep Passing The Open Windows (Extended Version)»       | Mercury      | 6:36   |
| 12.  | «Hammer To Fall (Single)»                                | May          | 3:42   |
| 13.  | «Hammer To Fall (Headbanger's Mix)»                      | May          | 5:06   |
| 14.  | «Hammer To Fall (Instrumental)»                          | May          | 4:22   |
| 15.  | «Is This The World We Created? (Live In Rio January'85)» | Mercury, May | 2:50   |
| 16.  | «Thank God It's Christmas»                               | Mercury      | 4:18   |

| Núm. | Títol                           | Durada |
| ---- | ------------------------------- | ------ |
| 1.   | «Tie Your Mother Down»          | 3:56   |
| 2.   | «Seven Seas Of Rhye»            | 1:08   |
| 3.   | «Keep Yourself Alive»           | 2:44   |
| 4.   | «Liar»                          | 1:55   |
| 5.   | «It's A Hard Life»              | 4:37   |
| 6.   | «Now I'm Here»                  | 5:24   |
| 7.   | «Is This The World We Created?» | 2:50   |
| 8.   | «Love Of My Life»               | 4:36   |
| 9.   | «Brighton Rock»                 | 3:02   |
| 10.  | «Hammer To Fall»                | 5:00   |
| 11.  | «Bohemian Rhapsody»             | 5:18   |
| 12.  | «Radio Ga Ga»                   | 5:42   |
| 13.  | «I Want To Break Free»          | 3:24   |
| 14.  | «We Will Rock You»              | 2:28   |
| 15.  | «We Are The Champions»          | 4:05   |
| 16.  | «God Save The Queen»            | 1:10   |

| Núm. | Títol                            | Durada |
| ---- | -------------------------------- | ------ |
| 1.   | «Machines (Intro)»               | 1:47   |
| 2.   | «Tear It Up»                     | 1:42   |
| 3.   | «Tie Your Mother Down»           | 3:43   |
| 4.   | «Under Pressure»                 | 3:36   |
| 5.   | «Somebody To Love»               | 2:38   |
| 6.   | «Killer Queen»                   | 2:24   |
| 7.   | «Seven Seas Of Rhye»             | 1:14   |
| 8.   | «Keep Yourself Alive»            | 2:35   |
| 9.   | «Liar»                           | 1:58   |
| 10.  | «Instrumental Inferno»           | 4:32   |
| 11.  | «It's A Hard Life»               | 4:16   |
| 12.  | «Impromptu»                      | 1:41   |
| 13.  | «Now I'm Here»                   | 4:21   |
| 14.  | «Is This The World We Created?»  | 2:54   |
| 15.  | «Love Of My Life»                | 4:30   |
| 16.  | «Another One Bites The Dust»     | 3:52   |
| 17.  | «Mustapha»                       | 0:26   |
| 18.  | «Hammer To Fall»                 | 5:09   |
| 19.  | «Crazy Little Thing Called Love» | 3:44   |
| 20.  | «Bohemian Rhapsody»              | 5:04   |
| 21.  | «Radio Ga Ga»                    | 5:55   |
| 22.  | «I Want To Break Free»           | 3:21   |
| 23.  | «We Will Rock You»               | 3:18   |
| 24.  | «We Are The Champions»           | 3:50   |
| 25.  | «God Save The Queen (Outro)»     | 1:14   |

| Núm. | Títol                            | Durada |
| ---- | -------------------------------- | ------ |
| 1.   | «Bohemian Rhapsody»              | 2:32   |
| 2.   | «Radio Ga Ga»                    | 4:02   |
| 3.   | «Hammer To Fall»                 | 4:00   |
| 4.   | «Crazy Little Thing Called Love» | 3:26   |
| 5.   | «We Will Rock You»               | 1:13   |
| 6.   | «We Are The Champions»           | 3:26   |

## Persones involucrades
| - Freddie Mercury: veu líder, piano, teclats, guitarra rítmica - Brian May: guitarra elèctrica, guitarra acústica de 12 cordes, veus - Roger Taylor: bateria, bateria elèctrica, veus, teclats - John Deacon: baix, guitarra, guitarra acústica, teclats | - Fred Mandel: piano (Man on the Prowl), teclats, programació ("Radio Ga Ga") y sintetitzadors ("Radio Ga Ga" i "I Want to Break Free") - Mack: programació (Machines), enginyeria d'àudio - Mike Beiriger: enginyeria d'àudio addicional - Stefan Wissnet: enginyeria d'àudio addicional - Ed Delena: enginyeria d'àudio addicional - Bill Smith: disseny de la coberta - George Hurrell: fotografia |

## Senzills
Per primera i única vegada en la seva carrera, totes les cançons d'un àlbum de Queen van ser utilitzades com a senzills per a les cares A o B (incloent I Go Crazy que pertanyia a l'àlbum pròpiament dit). A partir d'aquí, el grup va començar a llançar senzills dins del Regne Unit amb la seva pròpia numeració de catàleg.
| Nombre    | Format         | Cara A                                             | Cara B                                                                             | Data de llançament (Regne Unit) |
| --------- | -------------- | -------------------------------------------------- | ---------------------------------------------------------------------------------- | ------------------------------- |
| QUEEN 1   | Senzill de 7"  | Radio Ga Ga                                        | I Go Crazy                                                                         | —                               |
| 12QUEEN 1 | Senzill de 12" | Radio Ga Ga (versió ampliada)                      | Radio Ga Ga (versió instrumental)/I Go Crazy                                       | 23 de gener de 1984             |
| QUEEN 2   | Senzill de 7"  | I Want to Break Free (remixada)                    | Machines (or 'Back to Humans')                                                     | —                               |
| 12QUEEN 2 | Senzill de 12" | I Want to Break Free (remixada)                    | Machines (or 'Back to Humans')                                                     | 2 d'abril de 1984               |
| QUEEN 3   | Senzill de 7"  | It's a Hard Life                                   | Is This the World We Created...?                                                   | —                               |
| 12QUEEN 3 | Senzill de 12" | It's a Hard Life (versió ampliada)                 | Is This the World We Created...?                                                   | 16 de juliol de 1984            |
| QUEEN 4   | Senzill de 7"  | Hammer to Fall (edició headbanger)                 | Tear It Up                                                                         | —                               |
| 12QUEEN 4 | Senzill de 12" | Hammer to Fall (headbanger)                        | Tear It Up                                                                         | 10 de setembre de 1984          |
| QUEEN 5   | Senzill de 7"  | Thank God It's Christmas (no pertanyent a l'àlbum) | Man on the Prowl/Keep Passing the Open Windows                                     | —                               |
| 12QUEEN 5 | Senzill de 12" | Thank God It's Christmas                           | Man on the Prowl (versió ampliada)/Keep Passing the Open Windows (versió ampliada) | 26 de novembre de 1984          |

### Altres
| Format                                 | Cara A                                  | Cara B                                                |
| -------------------------------------- | --------------------------------------- | ----------------------------------------------------- |
| Senzill nord-americà de 7"             | Radio Ga Ga (edició nord-americana)     | I Go Crazy                                            |
| Senzill nord-americà promocional de 7" | I Want to Break Free (senzill remixado) | I Want to Break Free (edició especial, senzill de 7") |
| Senzill nord-americà de 7"             | I Want to Break Free (senzill remixado) | Machines (or 'Back to Humans') (versió instrumental)  |

## Rànquings musicals i vendes
| País           | Rànquing | Rànquing     | Vendes  | Vendes    |
| Millor posició | Setmanes | Certificació | Vendes  |           |
| -------------- | -------- | ------------ | ------- | --------- |
| Holanda        | 1        | Or           | 50.000  |           |
| Portugal       | 1        | Or           | 20.000  |           |
| Àustria        | 2        | 40           | Platí   | 50.000    |
| Noruega        | 2        | 10           |         |           |
| Regne Unit     | 2        | 93           | Platí   | 1.000.000 |
| Alemanya       | 3        | Or           | 250.000 |           |
| Suècia         | 3        | 5            |         |           |
| Suïssa         | 3        | 32           | Platí   | 50.000    |
| Espanya        | 4        | Or           | 50.000  |           |
| Japó           | 7        | 100.000      |         |           |
| Estats Units   | 23       | 20           | Or      | 600.000   |

## Dades rellevants
- En el vídeo de la cançó I Want To Break Free, els membres de la banda es disfressen de dones i parodien la sèrie anomenat "Coronation Street". Sobre aquest tema, Roger Taylor va dir: "Volíem alguna cosa diferent. Els nostres vídeos eren molt monòtons". La cadena MTV es va negar a emetre el vídeo als Estats Units. Aquest vídeo va provocar que es perdés el mercat nord-americà per sempre.
- Es van editar quatre talls de difusió (Radio Ga Ga/I Go Crazy, I Want To Break Free/Machines, It's A Hard Life/Man On The Prowl i Hammer To Fall/Tear It Up). A través d'ells, Queen va esdevenir el primer grup a llançar quatre temes de difusió composts per cada integrant.
- Radio Ga Ga va ser la primera cançó de Queen a ser gravada als Estats Units.
- Al video de Radio Ga Ga es poden apreciar clips de la pel·lícula Metropolis de Fritz Lang. Mercury havia col·laborat en la reedició de la pel·lícula per part de Giorgio Moroder amb la cançó Love Kills en 1984.
- Love Kills anava a ser inclòs en The Works però es va descartar la idea; també la cançó Let Me In Your Heart Again les 2 llançades el 2014.
- Durant la gira d'aquest àlbum (The Works Tour) la banda havia assignat en concert a Xile com a part d'aquesta. Però per ordre del dictador que estava al poder durant aquella època, Augusto Pinochet, no van poder realitzar els concerts que tenien programats.